# The Moving Picture World
Moving Picture World a fost o influentă publicație comercială timpurie a industriei cinematografice americane, care a apărut în perioada 1907–1927. La apogeul său, Moving Picture World era o forță influentă în industria cinematografică și și-a afirmat adesea independența față de studiourile de film.

## Istoric
Publicația a fost fondată de James Petrie (J.P.) Chalmers, Jr. (1866–1912), care a lansat-o în martie 1907 sub titlul The Moving Picture World and View Photographer.
În 1911 revista a cumpărat publicația Views and Film Index. Recenziile sale ilustrează standardele și gusturile epocii în materie de filme și oferă informații cu privire la perioada de început a cinematografiei americane. În 1914 raporta un tiraj de aproximativ 15.000 de exemplare.
În decembrie 1927 s-a anunțat că revista a fuzionat cu Exhibitor's Herald, când s-a raportat că tirajele combinate ale celor două publicații ar fi fost de 16.881 de exemplare. O fuziune ulterioară cu Motion Picture News în 1931 a dus la apariția revistei Motion Picture Herald.
O versiune în limba spaniolă a revistei, intitulată Cine-Mundial, a fost publicată în perioada 1916–1948.